# Емельяновка (Брестская область)
Емелья́новка (бел. Емяльянаўка) — деревня в Барановичском районе Брестской области. Входит в состав Малаховецкого сельсовета. Население — 6 человек (2019).

## География
Деревня находится в 16 км по автодорогам к юго-западу от центра Барановичей и в 5 км по автодорогам к юго-западу от центра сельсовета, агрогородка Мирный.

## История
Деревня возникла, вероятно, в составе межвоенной Польши, где принадлежала гмине Ястрамбель Барановичского повета Новогрудского воеводства.
С 1939 года в составе БССР, в 1940–57 годах — в Новомышском районе Барановичской, с 1954 года Брестской области. Затем район переименован в Барановичский. С конца июня 1941 года до июля 1944 года деревня была оккупирована немецко-фашистскими войсками. На фронтах войны погибли двое односельчан.

## Население
| Численность населения (по переписи) | Численность населения (по переписи) | Численность населения (по переписи) | Численность населения (по переписи) | Численность населения (по переписи) | Численность населения (по переписи) | Численность населения (по переписи) |
| 1909                                | 1921                                | 1959                                | 1970                                | 1999                                | 2009                                | 2019                                |
| ----------------------------------- | ----------------------------------- | ----------------------------------- | ----------------------------------- | ----------------------------------- | ----------------------------------- | ----------------------------------- |
| 413                                 | ↘343                                | ↘338                                | ↗377                                | ↘42                                 | ↘16                                 | ↘6                                  |